# Quartiere Reno
Reno (Raggn in dialetto bolognese) è un ex quartiere della periferia sud-ovest della città di Bologna, che si estendeva sulla riva destra del fiume Reno, da cui prendeva il nome.
Si costituì nel 1986 dall'unione di due precedenti quartieri, ora divenuti zone statistiche, Barca e Santa Viola - divisi dal viale Palmiro Togliatti. Nella suddivisione in vigore dal giugno 2016, è stato fuso con il quartiere Borgo Panigale, a formare il nuovo quartiere Borgo Panigale-Reno.
La zona Barca (20 786 abitanti al 31 dicembre 2009) è posta a sud rispetto a Santa Viola e confina a ovest con il comune di Casalecchio di Reno; Santa Viola (12.521 abitanti al 31 dicembre 2009) è delimitata a nord dalla Ferrovia Milano-Bologna e dalla via del Chiù. A sud e a est il quartiere Reno termina presso le vie Don Sturzo e via Andrea Costa e presso il cimitero della Certosa. A ovest, infine, confina con il tratto dell'alveo del Reno prospiciente la frazione di Casteldebole.

## Storia
L'area si sviluppa sulla riva destra del fiume da cui prende il nome e che determina almeno fino ai primi anni del XX secolo la vita lavorativa e l'assetto urbanistico del territorio.
Alla fine del XIX secolo la zona aveva un aspetto agricolo grazie sia alle antiche residenze estive delle famiglie benestanti della città (ad esempio: Villa Mattei, Villa Bertocchi, Villa Facchini), sia ai terreni coltivati presenti nelle zone limitrofe. I mestieri svolti avevano una connotazione artigianale come quello dello spaccasassi (maccabrecci) vagliatore: estraevano i sassi dal fiume che attraverso i birocciai venivano trasportati dalla via Emilia, via Porrettana, verso il centro della città per costruire i manti stradali. Fiorente era anche la lavorazione del ferro la coltivazione e la lavorazione della canapa delle quali ne rimangono tracce nella toponomastica locale (via della Ferriera e via della Filanda).
Nei primi decenni del XX secolo si costituirono, nella zona Santa Viola, i primi nuclei dell'industrializzazione bolognese (G.D., Calzoni, Sabiem e Panigal) e le prime forme di cooperativismo. Intorno alle fabbriche sorsero le abitazioni che crebbero costantemente creando un unico nucleo di costruzioni attorno alla via Emilia.
L'ex-quartiere Barca, similmente al quartiere del Pilastro, nacque come agglomerato urbano di tipo popolare a seguito della massiccia immigrazione proveniente dall'Italia meridionale negli anni cinquanta e sessanta. Tra le abitazioni più peculiari si ricorda il cosiddetto "Treno", un basso edificio senza soluzione di continuità lungo complessivamente 600 metri circa. Alla costruzione di abitazioni venne associata la creazione di aree destinate al verde pubblico e la costruzione di asili, scuole, chiese, centri sociali e sportivi, e la casa del Pirro. Fino agli inizi degli anni 2000 l'area circostante al Treno della Barca veniva considerata pericolosa e malfamata, teatro di sparatorie e scontri tra clan rivali, ad oggi è stata notevolmente riqualificata nonostante rimangano alcuni problemi di inclusione sociale.
L'area Barca è attraversata, al confine con il quartiere Saragozza, dalla via Porrettana, con il nome di "via Don Luigi Sturzo", mentre l'area Santa Viola dalla via Emilia, con il nome di "via Emilia Ponente".

## Scuole ed attività presenti
All'interno dell'area Reno troviamo L'Istituto Tecnico Industriale Statale "Odone Belluzzi" una scuola secondaria superiore statale, il "Centro Sportivo Barca" dove si praticano diversi sport: calcio, calcio a 7, hockey su prato, pesca, ciclismo, rugby, e vari sport indoor (grazie a due palestre).
Sono presenti anche numerosi centri sociali e ricreativi come il Centro Anziani Santa Viola, il Centro Polivalente "Villa Serena", con sede in una ex casa colonica in via della Barca, e la casa del Pirro.